# Prakryształ
Prakryształ, paleokryształ – porfirokryształ, kryształ (minerał) tkwiący w drobnoziarnistym, afanitowym lub szklistym „cieście skalnym”, odmiana fenokryształu. Przypuszcza się, że wykrystalizował on powoli w głębi Ziemi, w stopie magmowym, po czym na skutek wydostania się magmy na powierzchnię ziemi lub w jej pobliże i gwałtownego oziębienia, pozostała część magmy (lawy) zastygła dużo szybciej tworząc skałę o strukturze porfirowej.